# Aardappelsalade

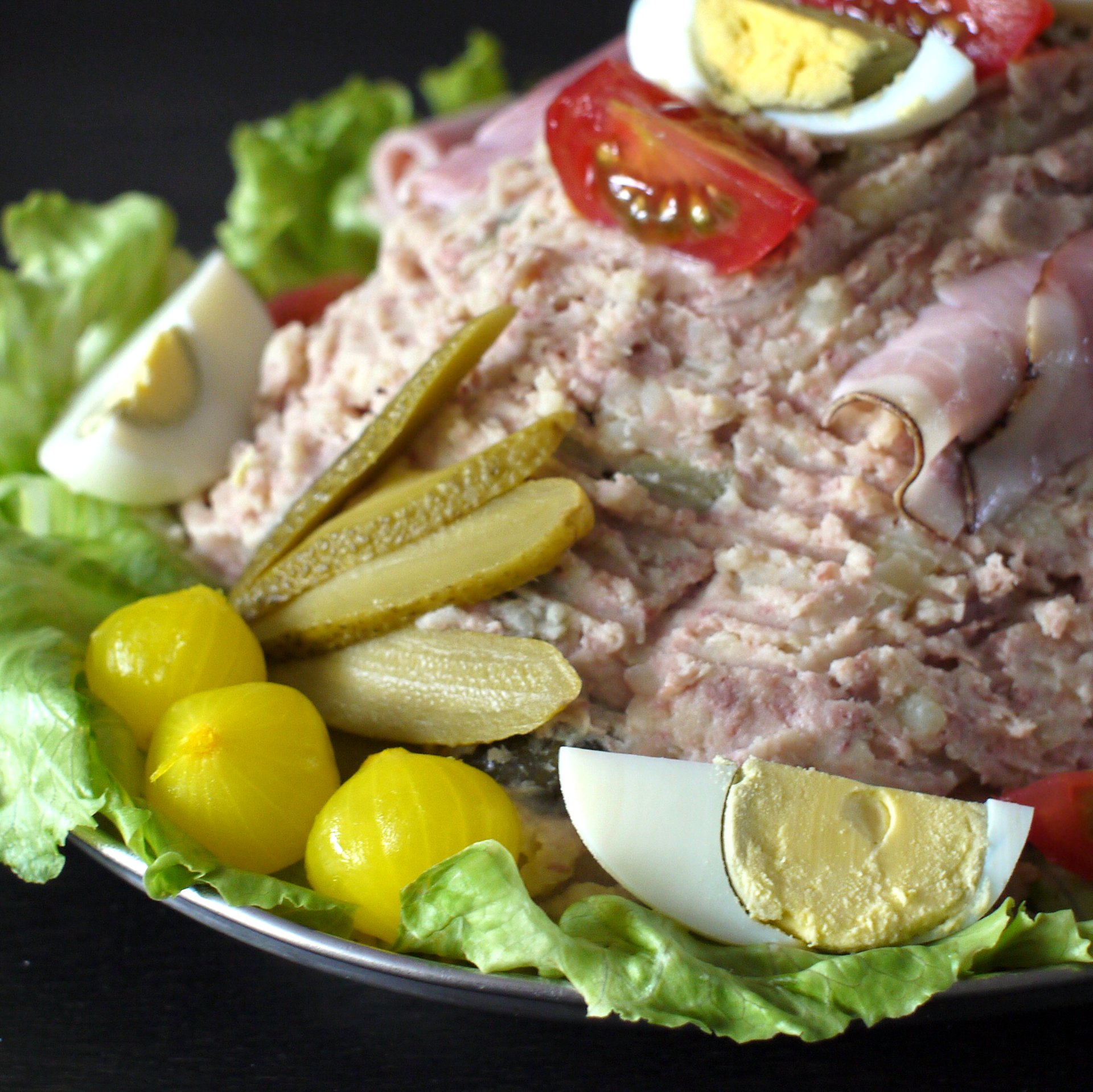
Nederlandse aardappelsalade

Aardappelsalade is een salade die van aardappels gemaakt wordt. In de wereld zijn er verschillende soorten aardappelsalades die ieder op een eigen manier bereid worden.
Veel voorkomende soorten aardappelsalades zijn onder meer:
- salade die van krielaardappels wordt gemaakt, gekookt in hun schil (de schil wordt niet verwijderd);
- grote aardappels, gekookt in hun schil en dan gepeld en gesneden;
- salade met mayonaise/zure room/melk dressing;
- salade met azijn dressing;
- salade met spek, ansjovissen, of mosterd;
- salade met verse kruiden en/of augurken en kappertjes;
- salade met rauwe uien, gekookte uien of zoetzure uien.